# لیسو پولیه
لیسو پولیه (به صربی: Liso Polje) یک روستا در صربستان است که در Ub Municipality واقع شده است. لیسو پولیه ۴٫۵۵ کیلومتر مربع مساحت و ۲۲۵ نفر جمعیت دارد و ۷۸ متر بالاتر از سطح دریا واقع شده است.